# Руда-Шльонська
Руда-Сілезька або Руда (пол. Ruda Śląska, сіл. Ślůnsko Ruda, Wjelgo Ruda, нім. Ruda) — місто в південно-західній Польщі, в центрі Верхньосілезького промислового району.

## Географія

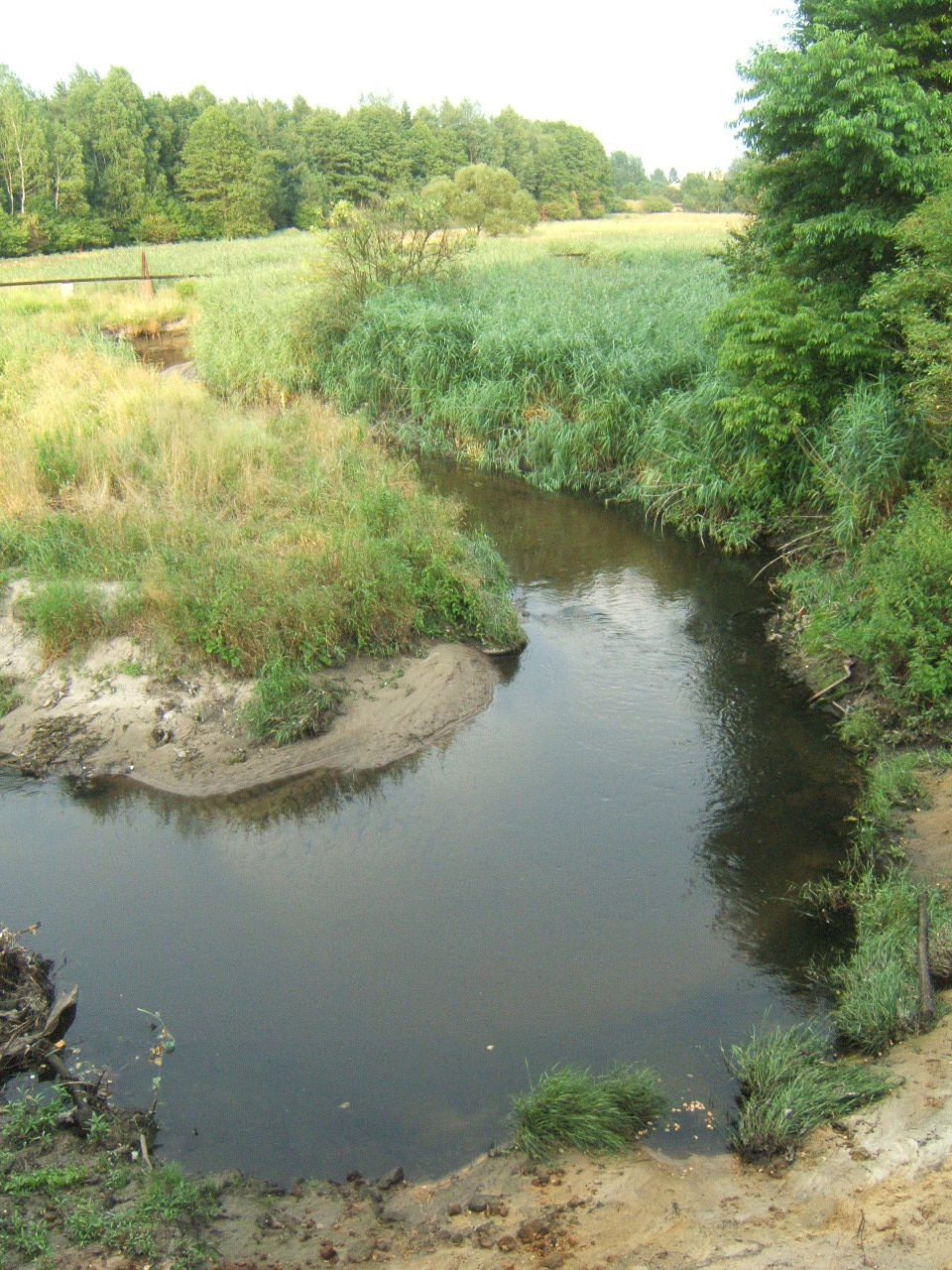
Меандр річки Клодниця на межі Руди-Шльонської та Катовіце

Місто розташоване на Сілезькій височині в центрі Верхньосілезького промислового району (GOP). Це один із центрів агломерації Верхня Сілезія.

## Історія
З самого початку історія міста пов'язана зі добуванням залізної руди. Потім на околицях було виявлено значні поклади високоякісного вугілля.
1889 року в місті було проведено електричне освітлення.
У роки Другої Світової війни з 1942 по 1945 роки поблизу міста була розташована філія концентраційного табору Аушвіц.
Територія сучасної Руди-Шльонської складається з кількох міст, які багато років були незалежними одне від одного поселеннями. Деякі з них мають середньовічне походження, але потужний розвиток територій сьогоднішнього міста відбувся в XIX столітті, коли почала сильно розвиватися важка промисловість. Започатковані зміни призвели до об’єднання раніше незалежних міст у нові формування. Таким чином 1951 року були створені міста Руда та Новий Битом, які у 1959 році об’єдналися в місто Руда-Шльонська.
5 березня 2024 року вийшло повідомлення, що є пропозиція перетворення Верхньосілезько-Заґленбської метрополії в одне велике місто з населенням понад 2 млн мешканців. Зокрема, велике місто включатиме 14 сусідніх міст, серед яких – Руда-Шльонська, Катовице, Сосновець, Гливиці, Битом, Забже, Тихи, Домброва-Гурнича, Хожув.

## Райони міста
Нині Руда-Шльонська має одинадцять районів:
| - Ожегув - Годула - Руда - Чебзі - Новий Битом - Бєльшовіце - Биковіна - Вірек - Халемба - Кохловіце - Чорний ліс |

Кожен район у минулому розвивався як окреме місто, тому зв'язки між окремими районами невеликі. Новий Битом вважається адміністративним центром міста, де розташовані мерія та найважливіші громадські установи.

## Демографія
Місто Руда-Шльонська найбільше мало населення 1991 року, коли, згідно з даними Центрального статистичного управління, налічувало 171 645 мешканців. З 1990-х років кількість жителів систематично зменшується.
Демографічна структура станом на 31 березня 2011 року:
|          | Загалом | Допрацездатний вік | Працездатний вік | Постпрацездатний вік |
| -------- | ------- | ------------------ | ---------------- | -------------------- |
| Чоловіки | 69229   | 12715              | 48853            | 7661                 |
| Жінки    | 73281   | 11875              | 44858            | 16548                |
| Разом    | 142510  | 24590              | 93711            | 24209                |

## Освіта
Сусідні міста Катовіце та Гливиці є великими академічними центрами країни. Руда-Шльонська є центром Вищої академії торгівлі (Wyższa Szkoła Handlowa).

## Спорт
Місті професійному плані, які виступають на національному рівні, розвинуті: жіноча гандбольна команда та чоловіча команда з регбі.

## Відомі люди
- Отилія Єнджейчак (нар. 13 грудня 1983) — польська плавчиня.
- Якуб Каміньський (нар. 5 червня 2002) — польський футболіст.
- Матеуш Богуш (нар. 22 серпня 2001) — польський футболіст.
- Артур Собєх (нар. 12 червня 1990) — польський футболіст.
- Каміль Грабара (нар. 8 січня 1999) — польський футболіст.

## Міста-побратими та дружні міста
Руда-Шльонська має такі міста-побратими або дружні міста:
- Левіце, Словаччина
- Вібо-Валентія, Італія
- Папенбург, Німеччина
- Ляймен, Німеччина
- Гіжицько, Польща
- Манк, Австрія
- Каррікфергус, Північна Ірландія, Велика Британія

## Галерея

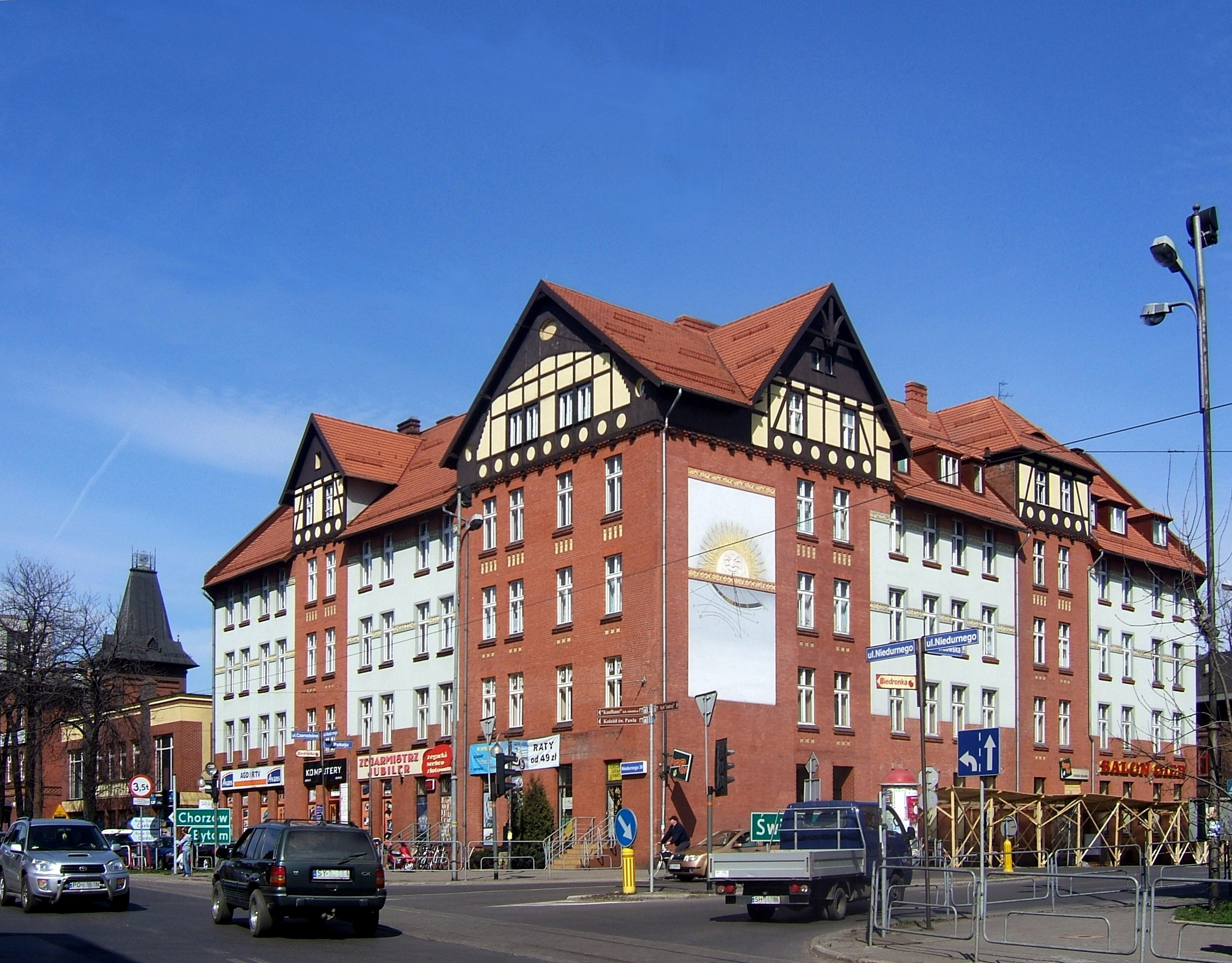
Новий Битом
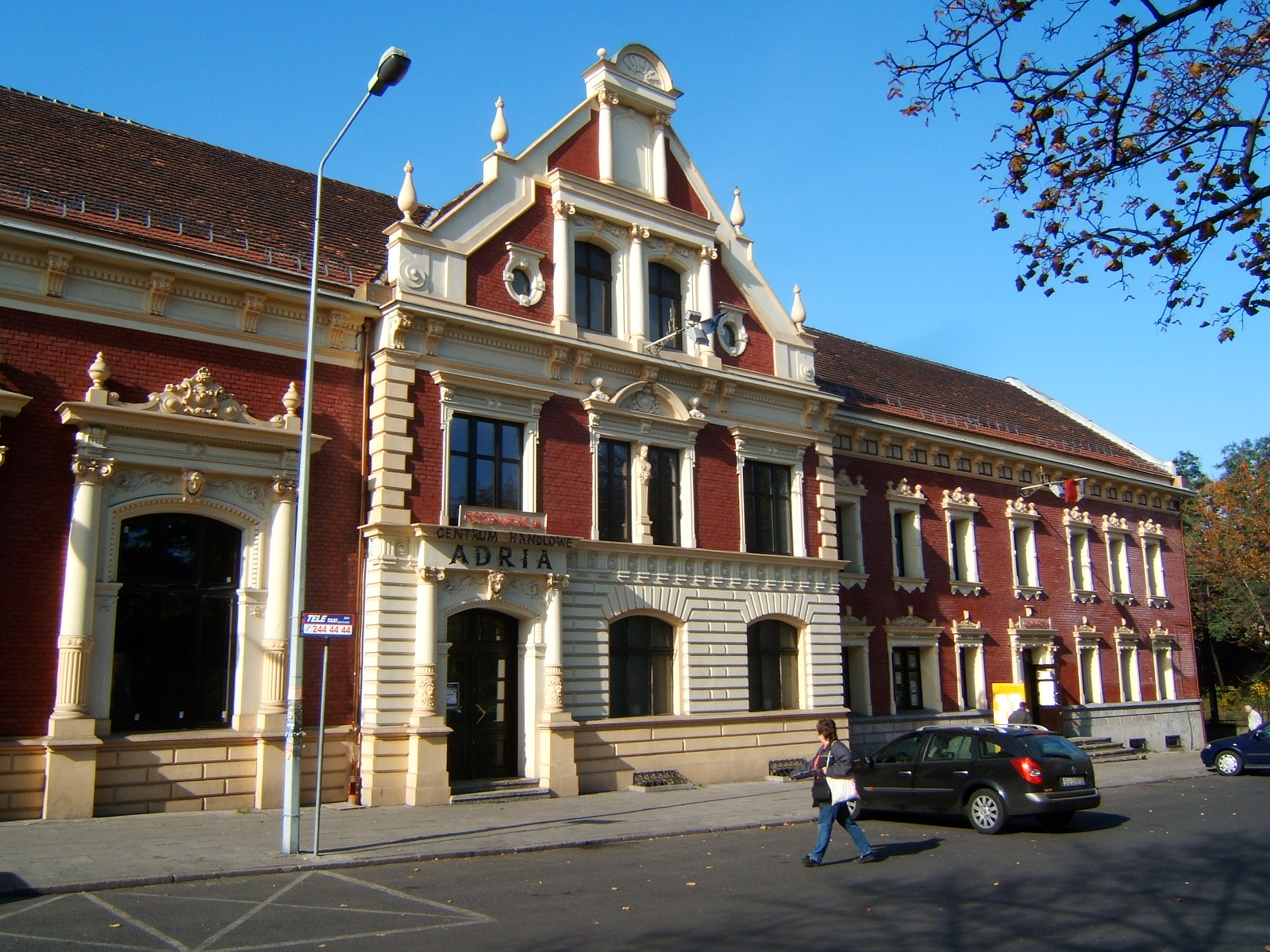
Колишній Культурний центр
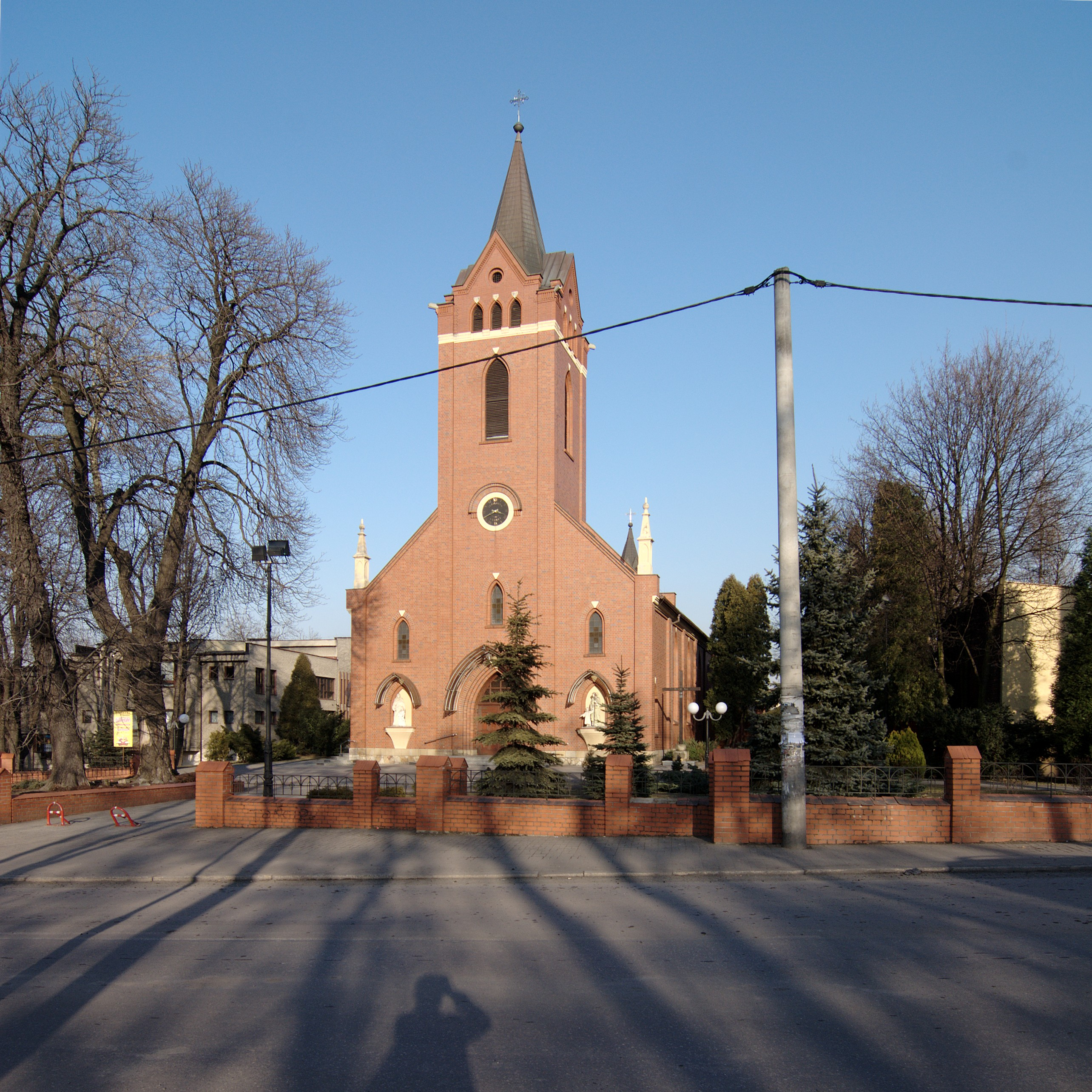
Церква Св. Марії Магдалини
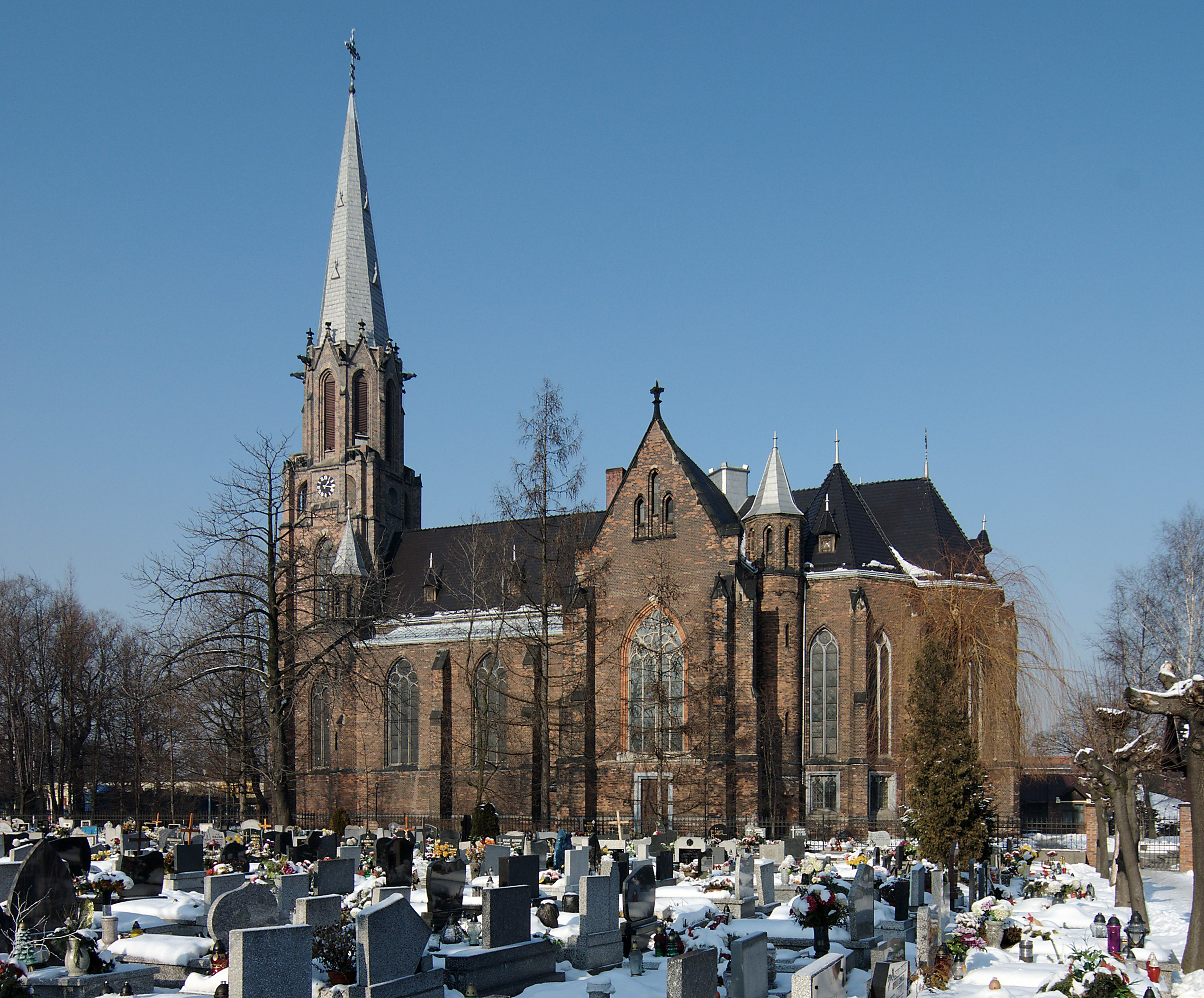
Костел Св. Івана Хрестителя
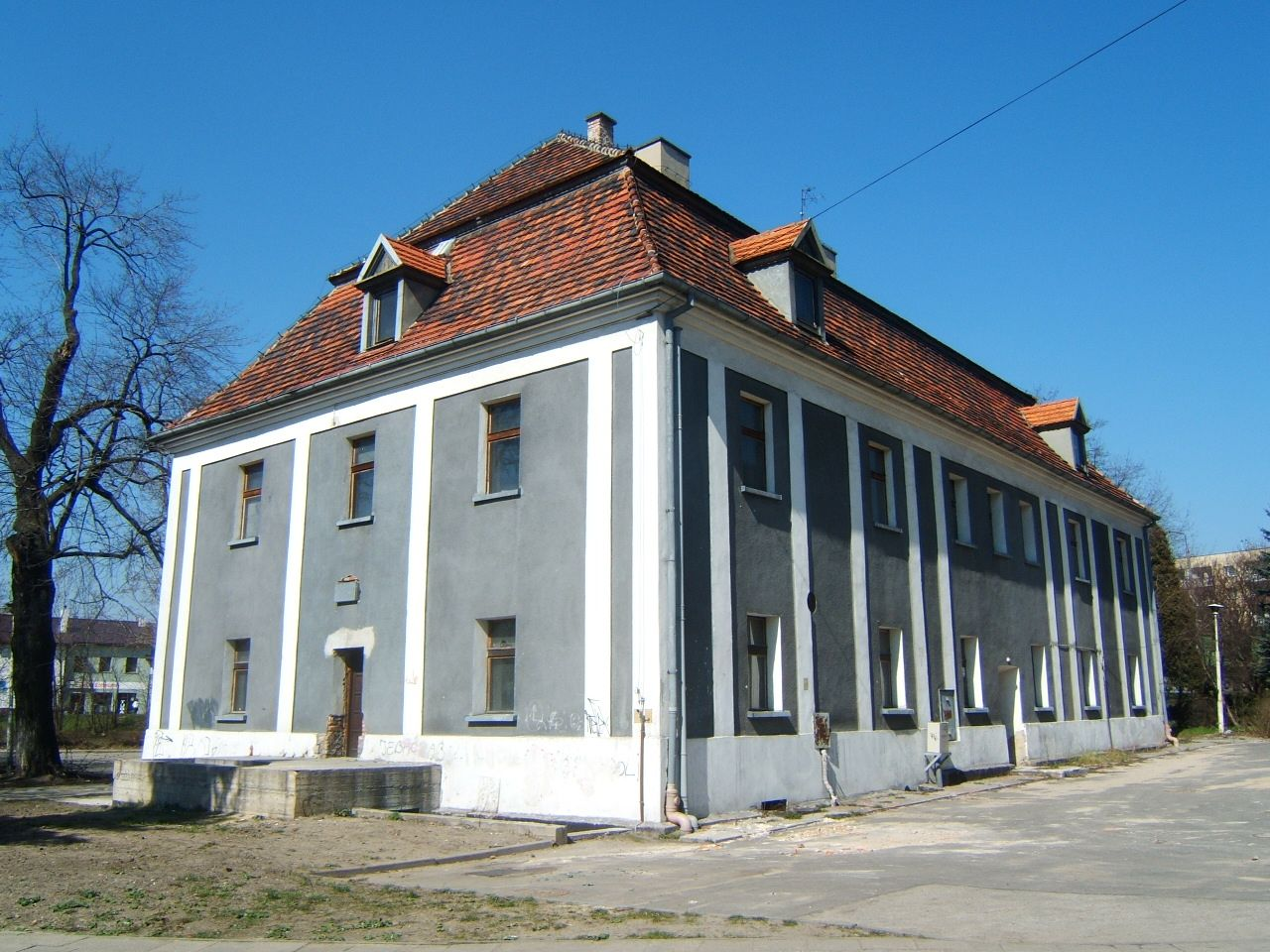
Палац Доннерсмарка
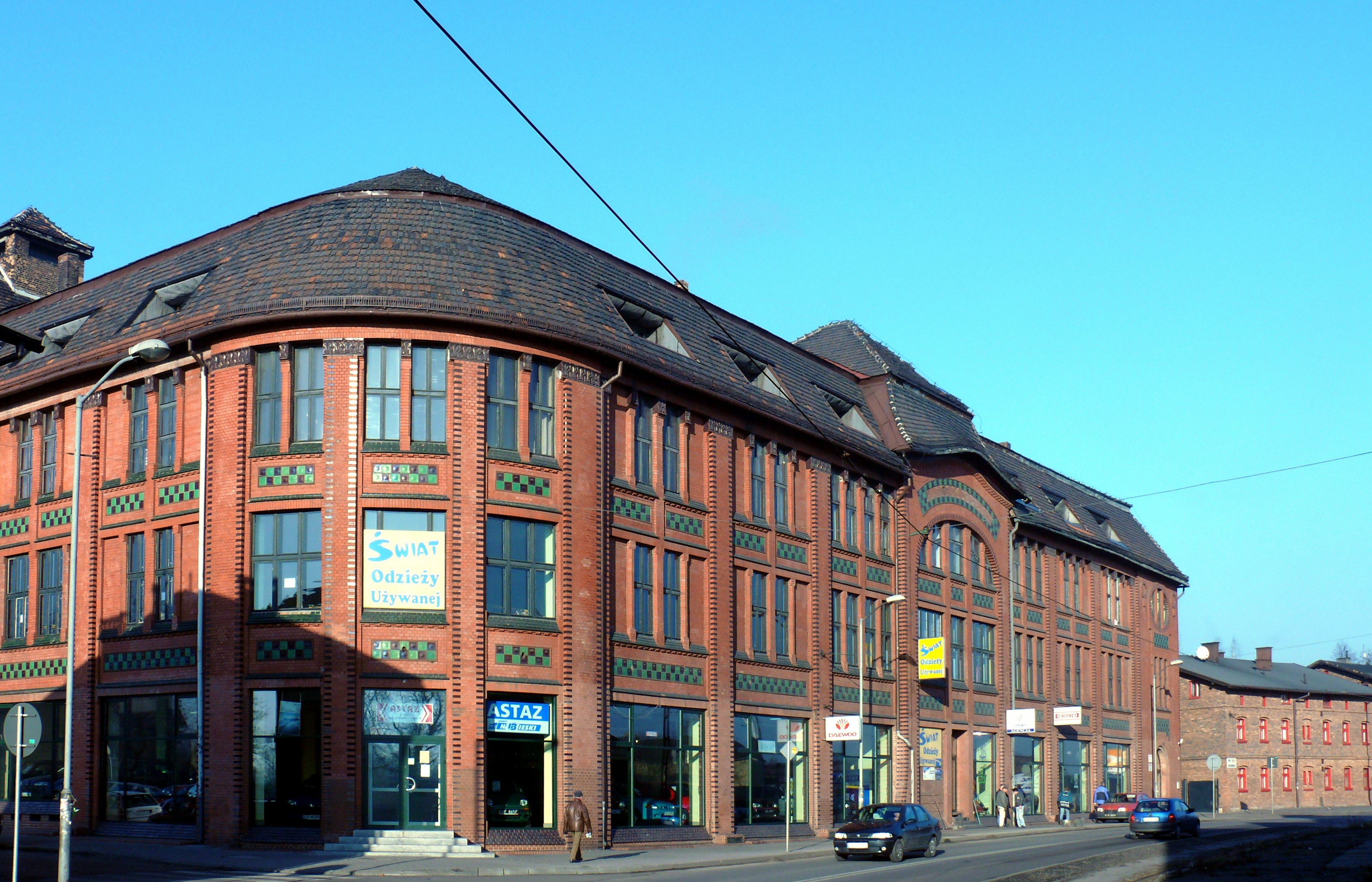
Універмаг
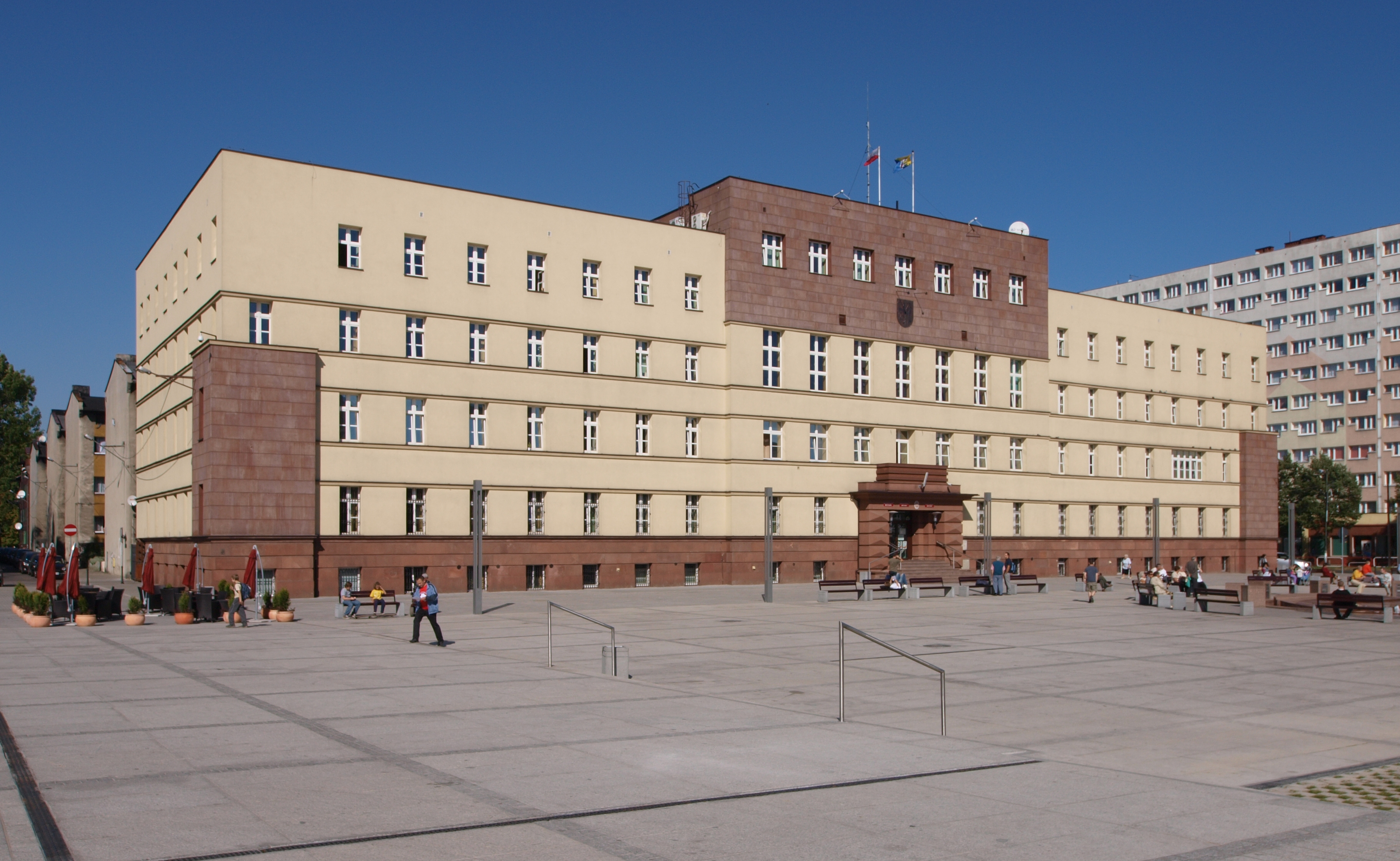
Муніципальне управління на площі Іоанна Павла ІІ
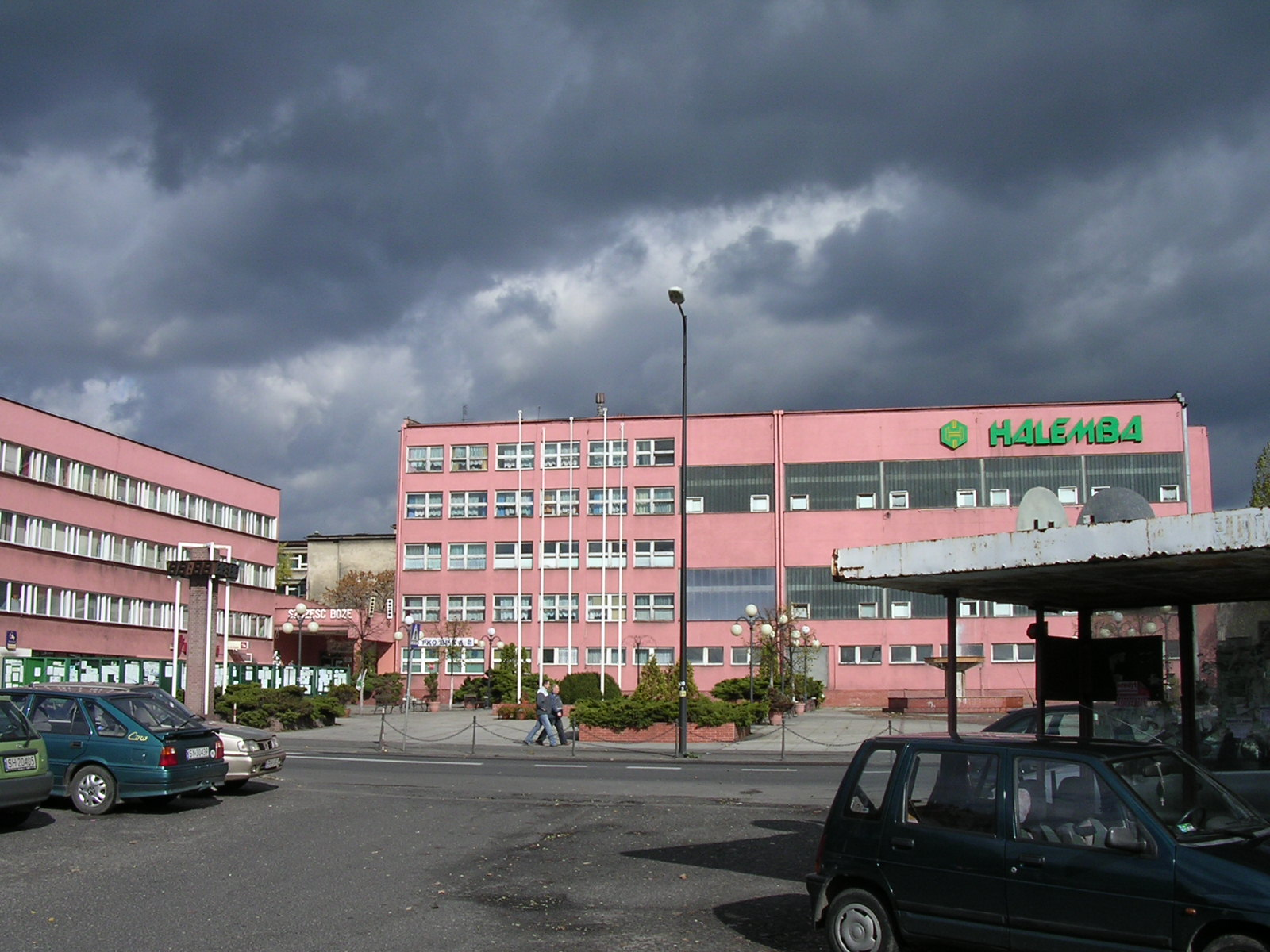
Вугільна шахта «Халемба» в Руда-Шльонська
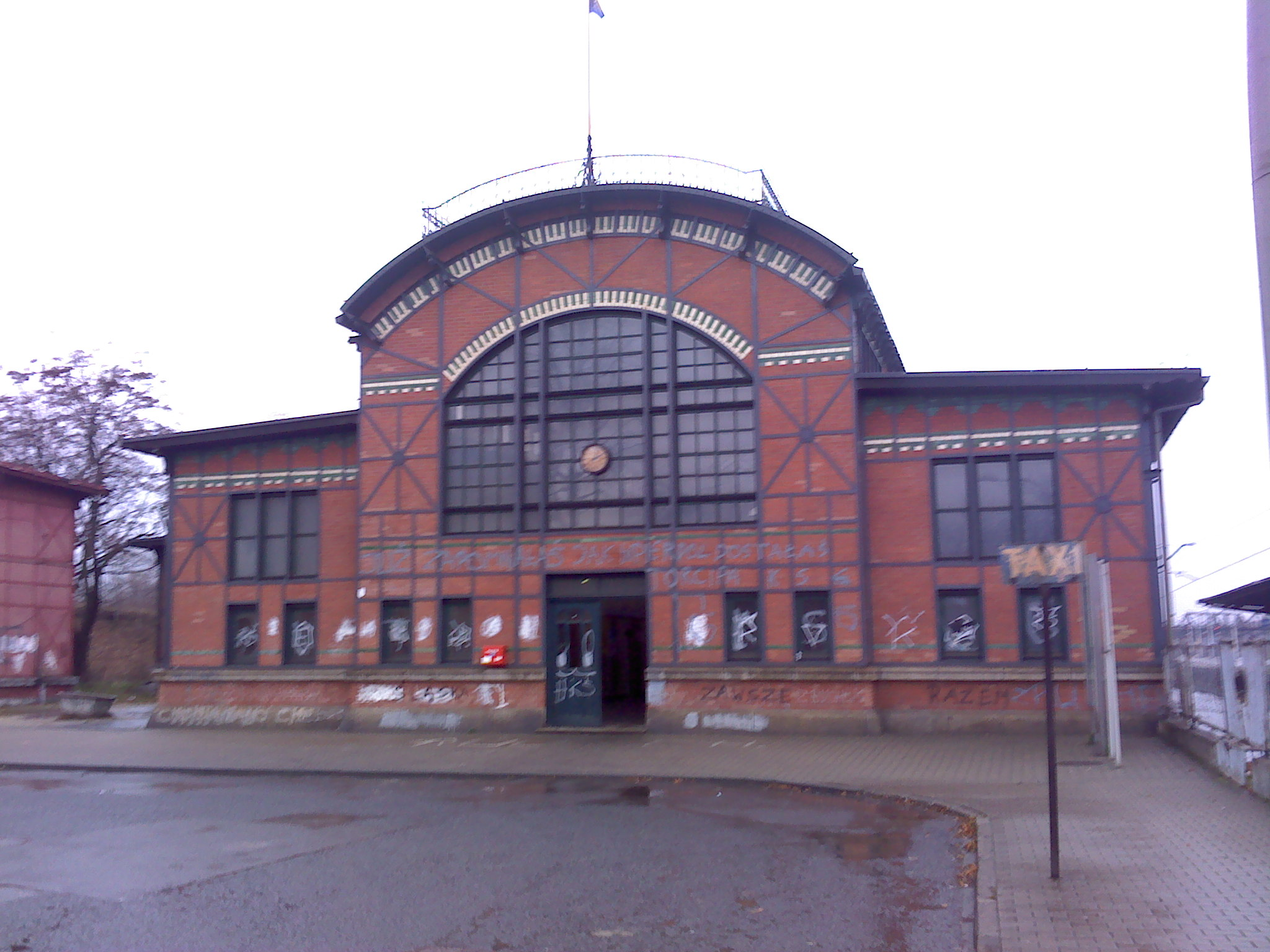
Залізнична станція
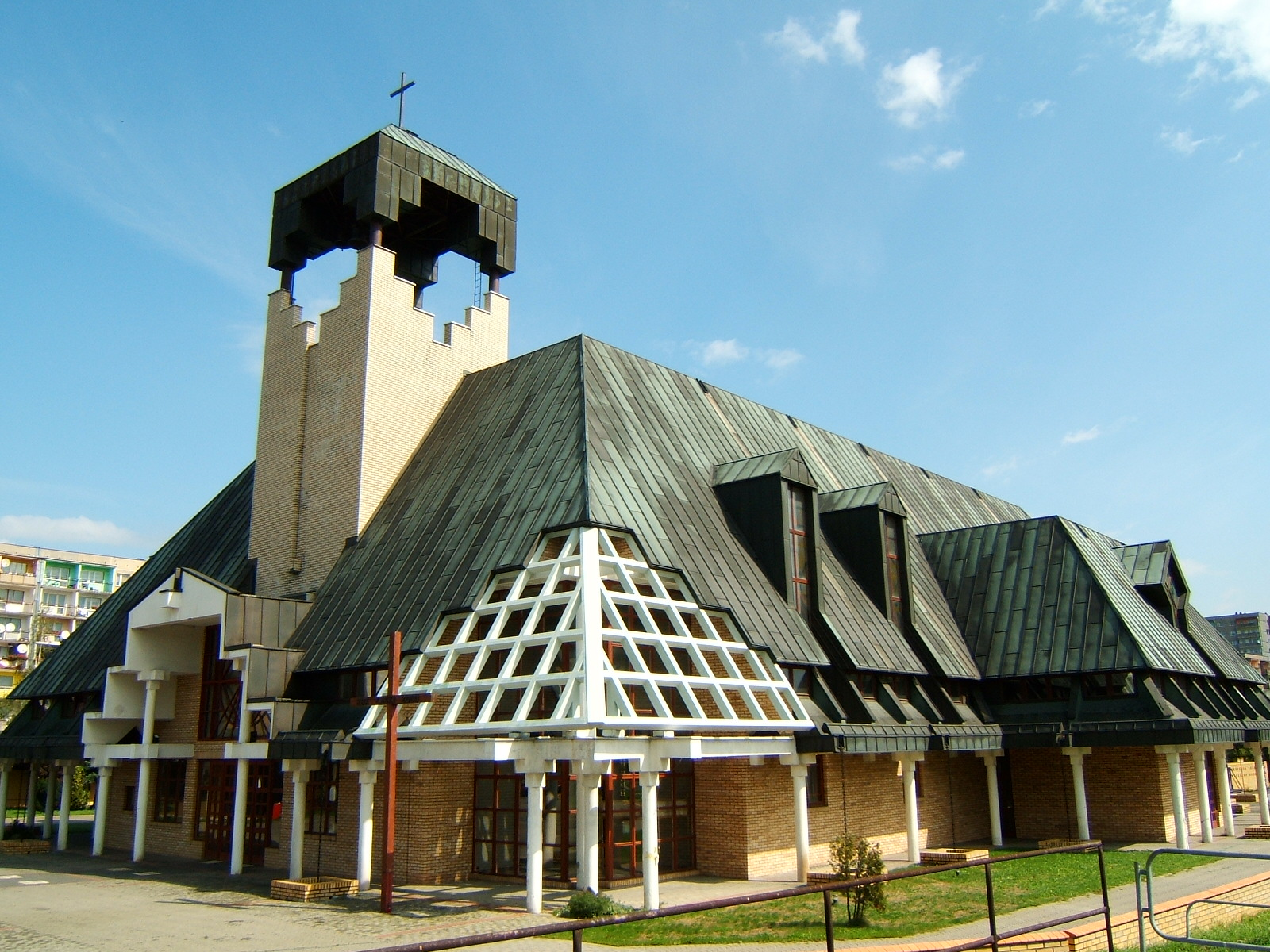
Костел Св. Барбари
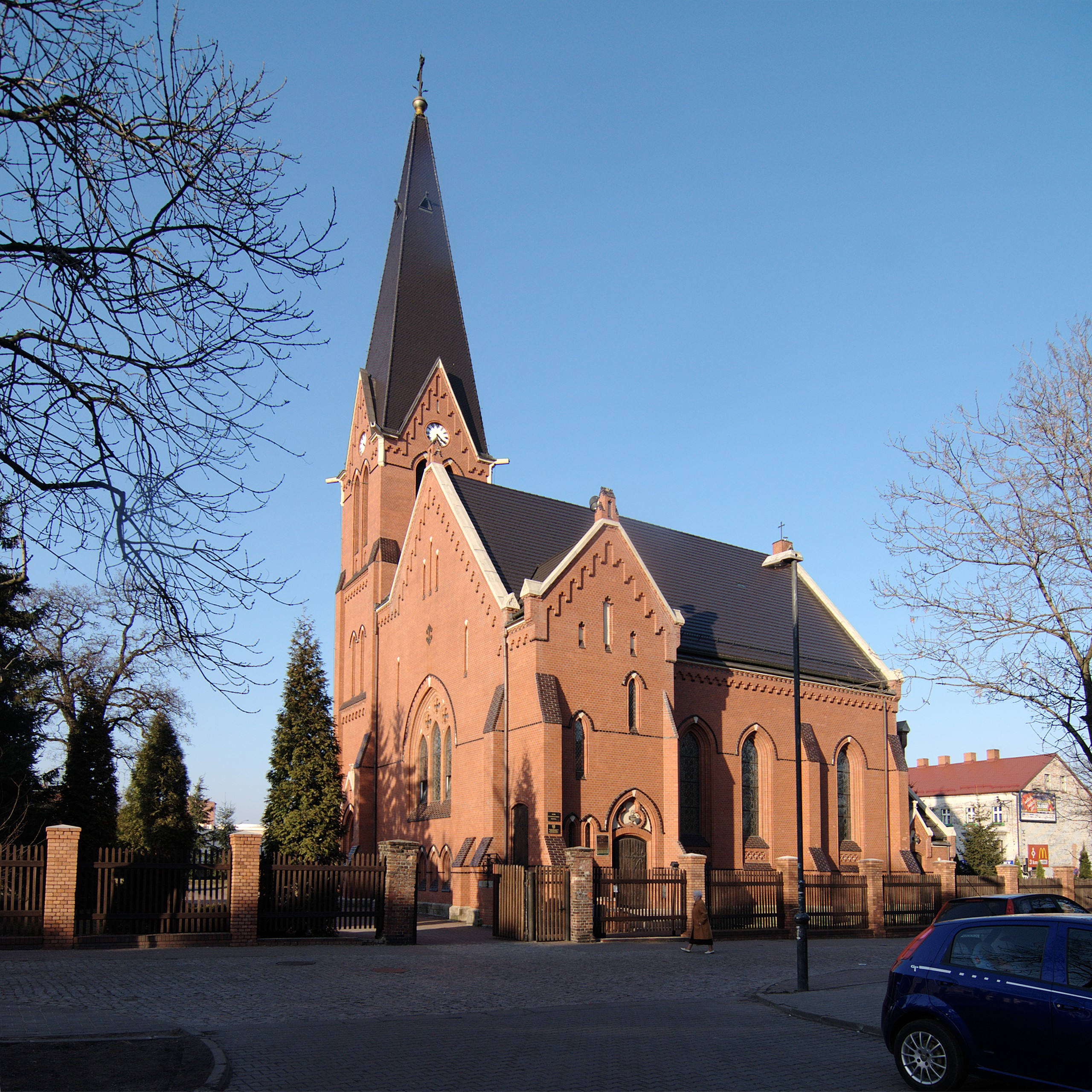
Церква
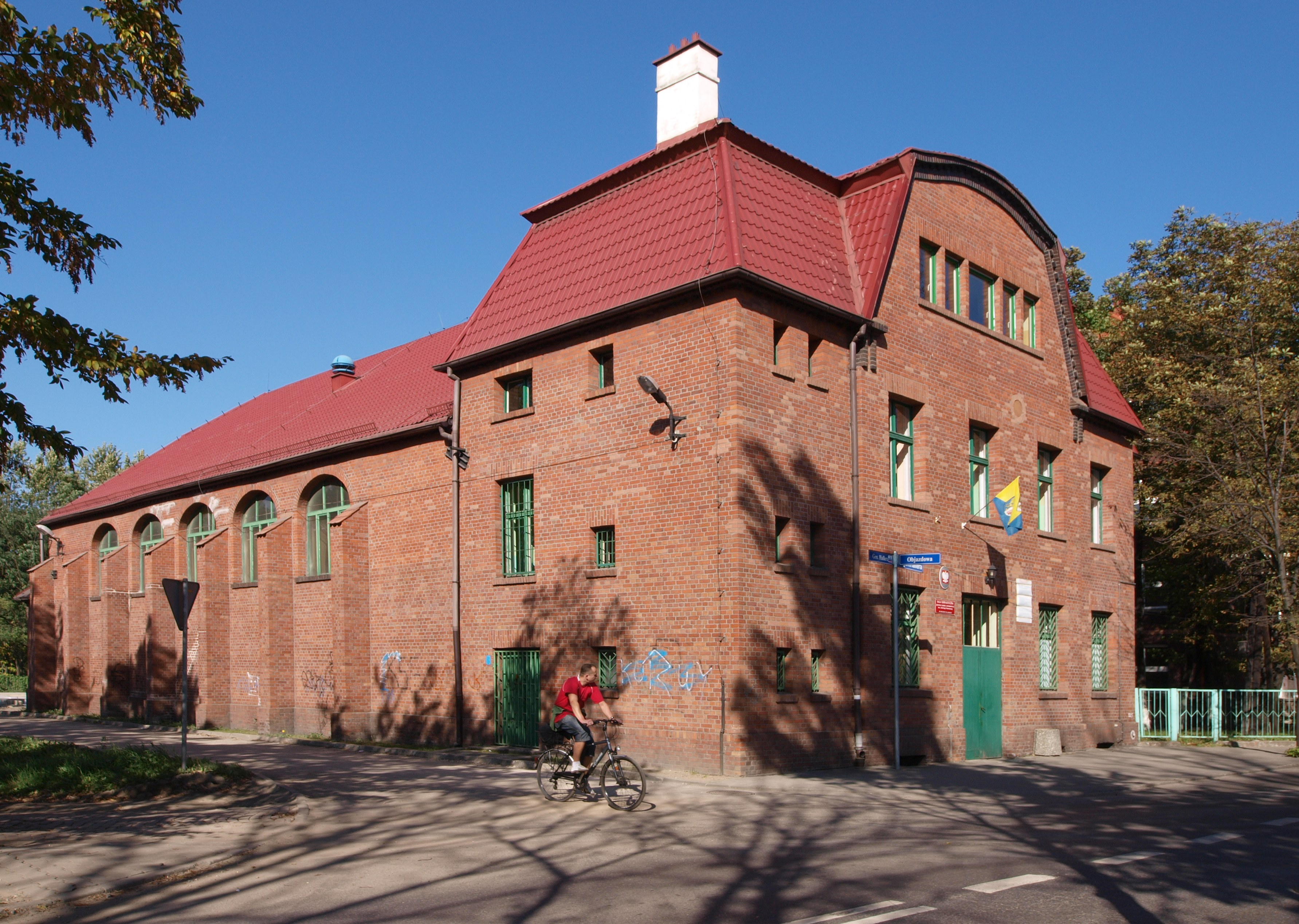
Історичний спортивний зал, Новий Битом